# Vermipsylla asymmetrica
Vermipsylla asymmetrica är en loppart som beskrevs av Liu Chiying, Wu Houyong et Wu Foolin 1965. Vermipsylla asymmetrica ingår i släktet Vermipsylla och familjen grävlingloppor.

## Underarter
Arten delas in i följande underarter:
- V. a. asymmetrica
- V. a. lunata